# New York International Fringe Festival
Il New York International Fringe Festival, o FringeNYC, è un festival teatrale di avanguardia, tra i più ricchi eventi multi-artistici in Nord America. Si svolge ogni anno nel mese di agosto nel quartiere di Manhattan, a New York (Stati Uniti).